# Rejon griaziński
Rejon griaziński (ros. Грязинский район) – jednostka administracyjna w Rosji, we wschodniej części obwodu lipieckiego.
Centrum administracyjnym rejonu jest miasto Griazi.

## Geografia
Powierzchnia rejonu wynosi 1349,77 km².
Graniczy z obwodem tambowskim, oraz z rejonami obwodu lipieckiego: dobrińskim, usmańskim, lipieckim, dobrowskim.
Główne rzeki rejonu: Woroneż, Matyra, Bajgora. Tu znajduje się także jeden z największych w obwodzie zbiorników retencyjnych – zbiornik matyrski.

## Demografia
W 2006 roku rejon liczył 73 300 mieszkańców, z tego około 46 600 mieszkało w warunkach miejskich. Ogółem w rejonie jest 60 miejscowości.

## Podział administracyjny
Rejon jest podzielony na 17 osiedli (1 miejskie i 16 wiejskich).
- grazińskie – miasto Grazi
- bolszosamowieckie – wieś Bolszoj Samowiec
- butyrskie – wieś Butyrki
- wierchniotielelujskie – wieś Wierchnij Tieleluj
- grazińskie – osada Pieskowatska
- dwureczeński – wieś Dwureczki
- kazińskie – wieś Kazinka
- karamyszewskie – wieś Karamyszewo
- kniaże-bajgorskie – wieś Kniaża Bajgora
- korobowskie – wieś Korobowka
- kuzowskie – wieś Siniawka
- pietrowskie – wieś Pietrowka
- plechanowskie – wieś Plechanowo
- soszkińskie – wieś Soszki
- tielelujskie – osada Prybytkowska
- faszczowskie – wieś Faszczowka
- jarłukowskie – wieś Jarłukowo

## Miejscowości rejonu
- Grazi
- Kazinka
- Prybytkowo
- Jarłukowo
- Tieleluj
- Wierchnij Tieleluj
- Krasnaja Dubrawa
- Jermakowka
- Faszczowka